# Юніон-Гілл-Новелті-Гілл (Вашингтон)
Юніон-Гілл-Новелті-Гілл (англ. Union Hill-Novelty Hill) — переписна місцевість (CDP) в США, в окрузі Кінг штату Вашингтон. Населення — 22 683 особи (2020).

## Географія
Юніон-Гілл-Новелті-Гілл розташований за координатами 47°40′55″ пн. ш. 122°1′25″ зх. д. / 47.68194° пн. ш. 122.02361° зх. д. (47.682060, -122.023612).  За даними Бюро перепису населення США в 2010 році переписна місцевість мала площу 62,98 км², з яких 62,75 км² — суходіл та 0,23 км² — водойми.

## Демографія
Згідно з переписом 2010 року, у переписній місцевості мешкало 18 805 осіб у 7009 домогосподарствах у складі 5447 родин. Густота населення становила 299 осіб/км².  Було 7533 помешкання (120/км²).
Расовий склад населення:
| - 79,5 % — білих - 14,9 % — азіатів - 0,8 % — чорних або афроамериканців - 0,2 % — корінних американців - 0,1 % — вихідців з тихоокеанських островів - 1,1 % — осіб інших рас |

До двох чи більше рас належало 3,5 %. Частка іспаномовних становила 3,8 % від усіх жителів.
За віковим діапазоном населення розподілялося таким чином: 26,2 % — особи молодші 18 років, 61,0 % — особи у віці 18—64 років, 12,8 % — особи у віці 65 років та старші. Медіана віку мешканця становила 41,4 року. На 100 осіб жіночої статі у переписній місцевості припадало 96,8 чоловіків;  на 100 жінок у віці від 18 років та старших — 94,5 чоловіків також старших 18 років.
Середній дохід на одне домашнє господарство  становив 163 067 доларів США (медіана — 125 651), а середній дохід на одну сім'ю — 181 391 долар (медіана — 143 405). Медіана доходів становила 125 000 доларів для чоловіків та 69 741 долар для жінок. За межею бідності перебувало 3,2 % осіб, у тому числі 3,2 % дітей у віці до 18 років та 4,1 % осіб у віці 65 років та старших.
Цивільне працевлаштоване населення становило 10 159 осіб. Основні галузі зайнятості: науковці, спеціалісти, менеджери — 32,0 %, освіта, охорона здоров'я та соціальна допомога — 14,3 %, роздрібна торгівля — 12,3 %.